# With a Child's Heart
With a Child's Heart è un brano del cantante statunitense Stevie Wonder tratto dal suo album Up-Tight del 1966. Venne pubblicato come lato B del singolo Nothing's Too Good for My Baby.

## Versione di Michael Jackson
With a Child's Heart venne reinterpretata nel 1973 da Michael Jackson e pubblicata come primo singolo del suo album Music & Me. In quasi tutte le copie del singolo è presente come lato B Morning Glow, la nona traccia del disco originariamente composta da Stephen Schwartz.

### Classifiche
| Classifiche (1973)                     | Posizione |
| -------------------------------------- | --------- |
| Classifica generale di Billboard (USA) | 50        |
| Classifica rhythm and blues (USA)      | 14        |
| Classifica incassi (USA)               | 37        |
| Turchia                                | 13        |

## Versione di Raven-Symoné
With a Child's Heart venne reinterpretata anche dalla cantante Raven-Symoné, inserita nel suo secondo album Undeniable e estratta come singolo nel 1999.
Per il brano furono realizzati ben tre videoclip: nel primo fu utilizzata l'originale versione veloce; nel secondo la versione lenta; nel terzo la versione remix. Nonostante i video e la grande promozione del singolo, quest'ultimo non raggiunse mai posizioni di rilievo nelle classifiche.

### Tracce
1. With a Child's Heart (Uptempo Version) – 3:53
2. With a Child's Heart (Ballad Version) – 5:34
3. With a Child's Heart (Bonus Remix Uptempo Version) – 3:38
4. With a Child's Heart (International Bonus House Mix) – 4:21